# Zeche Carolus Magnus
Die Zeche Carolus Magnus war ein Steinkohlenbergwerk in Essen-Bergeborbeck. Das Bergwerk wurde in der Zeit von 1854 bis 1858 auch Zeche Constantin der Große & Carolus Magnus oder Zeche Carolus Magnus & Constantin der Große genannt. Die Zeche Carolus Magnus gehörte zu den Gründungsmitgliedern des Vereins für Bergbauliche Interessen. Außerdem gehörte die Gewerkschaft Carolus Magnus zu den Gründungsmitgliedern des Rheinisch-Westfälischen Kohlen-Syndikats. Das Bergwerk gehörte in der zweiten Hälfte des 19. Jahrhunderts zu den bedeutendsten Zechen des Regierungsbezirks Düsseldorf.

## Geschichte

### Die Anfänge
Am 18. November des Jahres 1839 wurde ein Schürfgesuch eingereicht. Im Jahr 1840 wurde eine Mutungsbohrung erstellt. Bei einer Teufe von 42¼ Lachtern wurde ein Flöz mit einer Mächtigkeit von 38 Zoll erbohrt. Im Jahr 1841 wurde im Feld Carolus Magnus mit den Teufarbeiten für den Schurfschacht Lorchen begonnen. Die Gewerkschaft Carolus Magnus wurde durch die Familie Stinnes gegründet. Im Jahr 1842 wurden die Teufarbeiten gestundet, im selben Jahr wurden die Tagesanlagen errichtet. Im Jahr 1844 wurde eine Dampfmaschine in Betrieb genommen und die Teufarbeiten wieder aufgenommen. Im Dezember des Jahres 1845 soff der Schacht Lorchen ab. Im darauffolgenden Jahr wurde der Schacht gesümpft. Am 23. Februar desselben Jahres wurden die Teufarbeiten wieder aufgenommen. Im selben Jahr wurden die Grubenfelder Carolus Magnus und Constantin der Große an Ernst Honigmann und Mathias Stinnes verliehen. Nachdem der Schacht weitergeteuft worden war, wurde bei einer Teufe von 89 Metern das Karbon erreicht. Am 1. Juli desselben Jahres wurde das Flöz Fundflöz entblößt. Bei einer Teufe von 95 Metern wurde eine Versuchsstrecke nach Nordosten angesetzt. Am 18. November desselben Jahres wurde ein Geviertfeld verliehen. Im Jahr 1847 wurde bei einer Teufe von 136 Metern die 1. Sohle angesetzt. Im selben Jahr wurden die ersten Kohlen gefördert. Außerdem gingen in diesem Jahr 74½ Kuxe von der Gewerkschaft Constantin der Große an die Geschwister Stinnes über. In den Jahren 1846/1847 erhielt der Ortsteil Bergeborbeck einen eigenen Bahnhof der Köln-Mindener Eisenbahn.

### Die ersten Betriebsjahre
Im Jahr 1848 wurde offiziell mit der Förderung begonnen. Es wurde ein gemeinsamer Betrieb mit der Zeche Constantin der Große durchgeführt, da diese keinen eigenen Schacht besaß. Noch vor dem Jahr 1850 erhielt das Bergwerk einen eigenen Bahnanschluss. Im Jahr 1850 wurde bei einer Teufe von 177 Metern die 2. Sohle angesetzt. 1852 wurde eine Kokerei in Betrieb genommen, welche erstmals im Ruhrrevier mit sog. Bienenkorböfen ausgestattet wurde. Im Jahr 1854 wurde das Bergwerk für 30 Jahre an die Phoenix Aktiengesellschaft für Bergbau und Hüttenbetrieb verpachtet. Im Jahr darauf wurde mit der Ausrichtung der 3. Sohle begonnen. Diese Sohle befand sich in einer Teufe von 230 Metern. Im Jahr 1861 wurden auf der 2. Sohle und der 3. Sohle die Hauptquerschläge ins Hangende fortgesetzt. Mit dem Querschlag auf der 2. Sohle wurde das Flöz Mathilde angefahren. Außerdem wurde ein 45 Zoll mächtiges Flöz angefahren und in Verhieb genommen. Im darauffolgenden Jahr wurden die Querschläge auf den beiden Sohlen weiter aufgefahren. Auf der 2. Sohle wurde ein Hilfsquerschlag zum Flöz Carl aufgefahren. Außerdem wurde bei einer Auffahrungslänge von 261½ Lachtern das Flöz Mathilde erreicht. Auf der 3. Sohle wurde ein weiterer Querschlag angesetzt, um ein 60 Zoll mächtiges Flöz zu erschließen. Zu dieser Zeit gehörte das Bergwerk zum Oberbergamtsbezirk Dortmund und dort zum Bergrevier Oberhausen. Im Jahr 1864 wurde mit den Teufarbeiten für Schacht Carolus Magnus 1 begonnen. Der Schacht wurde in der Mitte des Feldes angesetzt. Im selben Jahr wurde im Schacht Lorchen bei einer Teufe von 270 Metern die 4. Sohle angesetzt. Im darauffolgenden Jahr kam es im Schacht 1 bei den Teufarbeiten zu Schwierigkeiten. Im Jahr 1868 wurde im Schacht 1 bei einer Teufe von 100 Metern das Karbon erreicht. Im Jahr 1869 wurde im Schacht 1 bei einer Teufe von 163 Metern die 2. Sohle angesetzt. Im selben Jahr wurde für den Schacht 1 eine Fördermaschine installiert. Es handelte sich dabei um eine liegende Zwillingsmaschine, die eine Leistung von 150 PS hatte. Die Fördermaschine wurde mit einer Bobine als Seilträger ausgerüstet.
Noch im selben Jahr wurde im Schacht 1 die Schachtförderung aufgenommen. Der Förderkorb war mit vier Etagen ausgestattet. Im Jahr 1870 wurde im Schacht 1 bei einer Teufe von 198 Metern die 3. Sohle angesetzt. Im selben Jahr wurde die Förderung im Schacht Lorchen eingestellt. Im Jahr 1871 wurde der Schacht 1 bis zur 4. Sohle in Betrieb genommen. Im Jahr darauf wurde auf der 3. Sohle und der 4. Sohle ein Durchschlag zwischen Schacht 1 und Schacht Lorchen erstellt. Im Jahr 1874 wurden die Felder Carolus Magnus und Constantin der Große miteinander konsolidiert. Die Berechtsame umfasste nun eine Fläche von 2,1 km2. Im selben Jahr wurde im Schacht Lorchen bei einer Teufe von 291 Metern die 5. Sohle angesetzt. Im Jahr darauf wurden die Teufarbeiten am Schacht 1 weiter geführt und der Schacht tiefer geteuft. Im Jahr 1877 wurde bei einer Teufe von 270 Metern eine Zwischensohle angesetzt. Im darauffolgenden Jahr wurde im Schacht 1 bei einer Teufe von 291 Metern die 5. Sohle angesetzt. Am 11. Mai des Jahres 1882 kam es auf dem Bergwerk zu einer Schlagwetterexplosion, dabei kamen zwei Bergleute zu Tode. Nur wenige Wochen später ereignete sich am 12. Juni eine weitere Schlagwetterexplosion, bei der drei Bergleute getötet wurden. Im Jahr 1884 lief der Pachtvertrag mit der Phoenix Aktiengesellschaft für Bergbau und Hüttenbetrieb aus. Danach wurde das Bergwerk von der Gewerkschaft Carolus Magnus weiter betrieben. Im selben Jahr wurde im Schacht 1 bei einer Teufe von 343 Metern die 6. Sohle angesetzt. Im Jahr 1888 wurde bei einer Teufe von 396 Metern die 7. Sohle angesetzt. Im Jahr 1890 hatte sich der Zustand des Schachtes Lorchen sehr verschlechtert. Der Schacht wurde noch im selben Jahr stillgelegt. Das Bergwerk erhielt im selben Jahr eine Kohlenwäsche und eine Sieberei.

### Ausbau der Schachtanlage
Im Jahr 1891 wurde im Ostfeld mit den Teufarbeiten für den Schacht Catho (Schacht 2) begonnen. Im darauffolgenden Jahr erreichte der Schacht bei einer Teufe von 100 Metern das Karbon. Um den Grubenbetrieb mit Druckluft zu versorgen, wurde über Tage ein Kompressor installiert. Der Kompressor konnte pro Stunde 3170 Kubikmeter Druckluft mit einem Druck von fünf Bar erzeugen. Im Jahr 1893 wurde im Schacht 2 bei einer Teufe von 297 Metern die 5. Sohle angesetzt. Noch im selben Jahr wurde bei einer Teufe von 396 Metern die 7. Sohle angesetzt. Zur Bewetterung wurde über Tage ein Grubenlüfter installiert. Der Lüfter war in der Lage, pro Stunde bis zu 2500 Kubikmeter Abwetter aus den Grubenbauen zu saugen. Angetrieben wurde der Lüfter durch eine liegende Dampfmaschine, die Kraftübertragung erfolgte über ein 45 Millimeter starkes Hanfseil. Noch im selben Jahr ging der Schacht in Betrieb. Im Jahr 1894 wurde der Schacht 1 zum Wetterschacht umgebaut. Der Schacht 2 erhielt in diesem Jahr eine neue Fördermaschine. Die Maschine hatte als Seilträger zwei zylindrische Trommeln mit einem Durchmesser acht Metern und einer Breite von 1,8 Metern. Die antreibende Dampfmaschine hatte eine Leistung von 400 PS. Pro Förderhub konnten damit bis zu acht Förderwagen gehoben werden. Für die Wasserhaltung wurde über Tage eine Woolfsche Wasserhaltungsmaschine installiert. Diese Maschine hatte eine Leistung von 800 PS und konnte pro Minute bis zu drei Kubikmeter Grubenwasser aus einer Teufe von 500 Metern heben. Nach erfolgter Fertigstellung von Schacht 2 wurde der Schacht Lorchen im Jahr 1895 abgeworfen und verfüllt. Im Jahr 1897 wurden die Teufarbeiten an Schacht 1 erneut aufgenommen und der Schacht wurde tiefer geteuft. Für den geplanten Bau einer Zentral-Kondensation wurde in diesem Jahr über Tage mit dem Bau einer der dazugehörenden Maschinenhalle begonnen. Außerdem wurde ein zweiter Kompressor installiert. Im Jahr 1898 wurde im Schacht 1 bei einer Teufe von 464 Metern eine Teilsohle angesetzt. Noch im selben Jahr wurde bei einer Teufe von 528 Metern die 8. Sohle angesetzt.
Ab 1900 war Hugo Stinnes stellvertretender Vorsitzender des Grubenvorstandes. Er hielt dieses Amt bis zum Jahr 1924 inne. Im Jahr 1901 wurden die Teufarbeiten an Schacht 2 weiter fortgeführt und der Schacht wurde tiefer geteuft. Im Jahr 1903 wurde der Schacht mit der 8. Sohle durchschlägig. Im Jahr 1905 kam es im Emscherbruch zu erheblichen Bodensenkungen mit anschließender Versumpfung. Im Jahr 1906 wurde eine neue Kokerei mit Nebengewinnungsanlage in Betrieb genommen. Die Koksofenbatterie bestand aus 60 Regenerativ-Unterbrennöfen vom System Otto. Für das Ausdrücken des Kokses war eine Ausdrückmaschine montiert. Der fertige Koks wurde in einer Sieberei in sechs verschiedene Größen klassiert. In der Nebengewinnungsanlage wurden Teer, schwefelsaures Ammoniak und Leichtöl erzeugt. Am 15. Juli des Jahres 1908 kam es unter Tage zu einer ungewollten Sprengstoffexplosion. Bei diesem Unfall starben elf Bergleute. Im darauffolgenden Jahr starben bei einem Grubenbrand zwei Bergleute. Im selben Jahr wurde ein Feldestausch mit der Zeche Wolfsbank getätigt. Im Jahr 1910 wurde ein Vertrag mit der Stadt Essen zur Lieferung von Koksofengas geschlossen. Im Jahr 1910 wurde im Schacht 2 bei einer Teufe von 707 Metern die 9. Sohle angesetzt. Im Jahr 1924 wurden die Teufarbeiten an Schacht 1 erneut aufgenommen und der Schacht wurde tiefer geteuft. Im Jahr 1925 wurde auf der Schachtanlage 1/2 begonnen, noch einen dritten Schacht abzuteufen. Dieser Schacht wurde neben Schacht 2 angesetzt. Am Schacht 1 wurde mit dem Ausrichten der 10. Sohle begonnen. Diese Sohle lag bei einer Teufe von 887 Metern. Im Jahr 1926 war der Schacht 3 bis zur 1. Sohle geteuft. Noch im selben Jahr ging der Schacht in Betrieb. Im Jahr 1930 wurde der Schacht 3 mit der 9. Sohle durchschlägig. Am 15. April desselben Jahres wurde die Kokerei stillgelegt. Im Jahr 1932 wurden 98 Feierschichten verfahren. Aufgrund der Erschöpfung der Lagerstättenvorräte war die Gewerkschaft gezwungen, entsprechend zu handeln. So wurden im Jahr 1939 von dem Grubenfeld der Zeche König Wilhelm die Neu-Cölner Mulde angepachtet. Die Berechtsame umfasste nun eine Fläche von zwei Quadratkilometern.

### Die letzten Jahre bis zur Stilllegung
Im Jahr 1944 wurden die Tagesanlagen bei einem Luftangriff sehr stark beschädigt. Dies führte dazu, dass die Förderung eingestellt wurde. Außerdem verzichtete die Gewerkschaft Carolus Magnus aus diesem Grund auf die Ausübung der sich aus dem Pachtvertrag ergebenden Rechte. Im darauffolgenden Jahr wurden die Kriegsschäden beseitigt. Im Jahr 1946 wurde die Förderung auf der Zeche Carolus Magnus wieder aufgenommen. Ab dem Jahr 1949 wurde nur noch Restabbau getätigt. Die Kriegsschäden hatten dem Bergwerk jedoch so stark zugesetzt, dass sich die Werksleitung genötigt sah, den Betrieb nicht mehr weiter zu führen. Im Juni des Jahres 1951 wurde die Förderung eingestellt. Am 20. Oktober desselben Jahres wurde die Zeche Carolus Magnus stillgelegt. Noch im selben Jahr wurde der Schacht 3 verfüllt. Am 1. Januar des Jahres 1954 wurde das Grubenfeld der Zeche Carolus Magnus von der zum Friedrich Krupp Konzern gehörenden Bergwerke Essen-Rossenray AG übernommen. Noch im selben Jahr wurden das Grubenfeld sowie die Schächte 1 und 2 an die benachbarte Zeche Wolfsbank abgegeben.

### Förderung und Belegschaft
Auf dem Bergwerk wurden überwiegend gute Flammkohlen, die zur Maschinenfeuerung geeignet waren, abgebaut. Die ersten Förderzahlen stammen aus dem Jahr 1847, in diesem Jahr wurden 1365 Scheffel Steinkohle gefördert. Die ersten Belegschaftszahlen stammen aus dem Jahr 1850, in diesem Jahr waren 142 Beschäftigte auf dem Bergwerk, die eine Förderung 23.465 Tonnen Steinkohle erbrachten. Im Jahr 1855 wurde mit 490 Beschäftigten eine Förderung von 76.551 Tonnen Steinkohle erbracht. 1860 wurde eine Förderung von 71.980 Tonnen Steinkohle erbracht, die Belegschaftsstärke betrug in diesem Jahr 462 Beschäftigte. Im Jahr 1862 wurden mit 468 Beschäftigten insgesamt 423.408 preußische Tonnen Steinkohle gefördert. Im Jahr 1870 waren 773 Beschäftigte auf dem Bergwerk, die Förderung betrug 153.785 Tonnen Steinkohle. Im Jahr 1875 wurden mit 811 Beschäftigten 170.677 Tonnen Steinkohle gefördert. Im Jahr 1880 wurde mit 733 Beschäftigten eine Förderung von 217.632 Tonnen Steinkohle erbracht. Im Jahr 1885 wurde eine Förderung von 158.894 Tonnen Steinkohle erbracht, die Belegschaftszahl lag bei 552 Beschäftigten. Im Jahr 1890 wurden mit 548 Beschäftigten etwa 153.000 Tonnen Steinkohle gefördert.
Im Jahr 1895 wurde mit 641 Beschäftigten eine Förderung von 203.292 Tonnen Steinkohle erbracht. Im Jahr 1897 wurde eine Förderung von 247.043 Tonnen Steinkohle erbracht. Im Jahr 1900 wurde mit 824 Beschäftigten eine Förderung von 278.380 Tonnen Steinkohle erbracht. 1905 wurde eine Förderung von 237.765 Tonnen Steinkohle erbracht, die Belegschaftsstärke betrug in diesem Jahr 765 Beschäftigte. Im Jahr 1910 wurde mit 1002 Beschäftigten eine Förderung von 278.778 Tonnen Steinkohle erbracht. 1913 wurde eine Förderung von 364.000 Tonnen Steinkohle erbracht, die Belegschaftsstärke betrug in diesem Jahr 1303 Beschäftigte. Im Jahr 1920 sank die Förderung auf 241.168 Tonnen Steinkohle, die Belegschaftsstärke lag bei 1341 Beschäftigten. Die maximale Förderung wurde im Jahr 1929 mit 1299 Beschäftigten erbracht. Es wurde eine Förderung von 409.190 Tonnen Steinkohle erbracht. Im Jahr 1935 sank die Förderung auf 273.275 Tonnen Steinkohle, die Belegschaftsstärke lag bei 716 Beschäftigten. Im Jahr 1940 wurde mit 750 Beschäftigten eine Förderung von 250.000 Tonnen Steinkohle erbracht. Im Jahr 1946 sank die Förderung auf 17.030 Tonnen Steinkohle, die Belegschaftsstärke lag bei 118 Beschäftigten. Die letzten bekannten Förder- und Belegschaftszahlen des Bergwerks stammen aus dem Jahr 1950, in diesem Jahr wurden mit 191 Beschäftigten 54.679 Tonnen Steinkohle gefördert.

## Heutiger Zustand
Nach Abwurf der Carolus Magnus Schächte wurden die verbliebenen Tagesanlagen restlos abgebrochen. Das Gelände beherbergt heute das Gewerbegebiet Carolus Magnus. Einige Straßennamen verweisen auf die alten Schächte (Cathostraße etc.). An der Magnusstraße befinden sich noch die Maschinenhalle und zwei weitere Betriebsgebäude, die als Werkstätten benutzt werden (Stand: 2009).